# Ribeira de Póvoas
A Ribeira de Póvoas (ou Ribeira das Póvoas) é uma ribeira de Portugal que nasce na freguesia de São Sebastião (concelho de Rio Maior), mais precisamente na fazenda do Ramalhal (norte da Freguesia, perto do lugar de Lavradio), e que se junta ao Rio do Penegral para formar a Ribeira dos Pisões que é afluente da Ribeira das Alcobertas, que por sua vez é afluente da margem esquerda do Rio Maior.
A junção com o Rio do Penegral ocorre na freguesia de Arruda dos Pisões.
O nome seu provém do facto de a ribeira em questão passar pelo lugar de Póvoas, na freguesia de Fráguas.